# 南京宋子文住宅旧址
南京宋子文住宅旧址，亦称“北极阁住宅”或“宋子文公馆”，位于中国江苏省南京市玄武区鸡笼山北极阁1号。

## 历史
原为宋子文在南京的寓所，由杨廷宝设计，陶馥记营造厂建造。该建筑始建于1933年，宋子文时任国民政府财政部部长，1946年重建，1949年后相继作为刘伯承住所和江苏省委招待所，今为南京市科协执行所。该建筑依山势而筑，采用西方乡村别墅式，西北侧的缓坡为开敞平坦的铺石院落，东南侧的陡坡则为花园，建筑共三层，钢混结构，总面积约700平方米，平面布局呈曲尺形。其中一层原为卫队住房和厨房等辅助用房，墙体采用天然毛石砌筑，二三层外墙均采用朱黄色粉刷，并采用弹壁工艺获得凹凸不平的效果。二层的西北面设主入口，由石拱门廊步入设有壁炉的宽大会客厅，并由客厅联系曲尺形两端的原餐厅和书房，其中会客厅内的钢筋混凝土天花梁做成真实感极强的仿木结构。三层原为两个附设卫生间的卧室。屋顶为仿茅草顶，呈不对称的人字形，顶上有老虎窗和长方形壁炉烟囱，施工时以进口白水泥拌黄沙铺在八卦洲、江心洲所产的芦苇上制成，具有隔热、保温和防止屋面渗水的功能。
刘伯承任南京市市长期间曾在此下榻，期间在西北侧与书房交接处进行了局部扩建（如图）。